# 原田年晴 かぶりつきフライデー!
『原田年晴 かぶりつきフライデー!』（はらだとしはる かぶりつきフライデー!）はラジオ大阪で2021年1月8日から毎週金曜日に放送中の生ワイド番組。ラジオ大阪アナウンサー・原田年晴の冠番組で、2024年3月29日までは11:00 - 14:00、同年4月5日からは14:00 - 16:55（いずれもJST）に放送枠を編成している。
当ページでは、2021年10月4日から2024年3月25日まで毎週月曜日の11:00 - 14:00 (JST) に放送されていた『原田年晴 かぶりつきマンデー!』（はらだとしはる かぶりつきマンデー!）および、2024年4月4日から毎週木曜日の14:00 - 16:55 (JST) に放送している『原田年晴 かぶりつきサーズデー!』（はらだとしはる かぶりつきサーズデー!）についても述べる。

## 概要
2020年12月25日まで放送されていた『GO!GO!フライデーショー!』の最終放送枠を継承したうえで、「かぶりつきで聴いてほしい」身近な話題や旬の情報を伝える生放送番組。タイトルに「かぶりつき」という言葉を入れていることにちなんで、何かにかぶりついていることを想起させる効果音を、告知CMや番組内でスポットCM明けに流れるサウンドステッカー（ジングル）の最後に2回、番組宣伝CMの最後に1回入れている。
『フライデー!』のみで放送していた時期には、原田と和田麻実子（いずれもラジオ大阪アナウンサー）がパーソナリティを担当。原田は、持病（悪性リンパ腫）の再発に伴う入院加療で、2020年2月から6月下旬までマイクロフォンサイドから離れていた。和田は『GO!GO!フライデーショー!』で初代のアシスタントを務めていたが、第二子の懐妊に伴って、同年の11月上旬まで産前産後休暇を取得。このような事情から、『フライデー!』は2人にとって、アナウンス業務の再開後初めての本格的なレギュラー番組でもあった。
2021年4月2日からは、『フライデー!』の放送時間を30分拡大したうえで、11時台の前半（11:00 - 11:30）に放送されていた在京民放ラジオ局制作の収録番組2本（ニッポン放送制作の『テレフォン人生相談』と文化放送制作の『氷川きよし 限界突破RADIO』→『ビューティフル・メロディーズ〜よみがえる青春のポップス』）から金曜分を内包している（月 - 木曜分はいずれも『OBCグッドアフタヌーン!ラジぐぅ』に内包）。
2021年10月4日からは、『ラジぐぅ』の放送日を週3日（火 - 木曜日）に変更したうえで、月曜分の放送枠を『原田年晴 かぶりつきマンデー!』として編成。放送時間と『テレフォン人生相談』『限界突破RADIO』を内包する構成は『フライデー!』と同じだが、前週（9月29日）まで『ラジぐぅ』の水曜分に出演してきた森川由香（フリーアナウンサー）が、『マンデー!』で原田のパートナーを務めていた。番組メールアドレスは『フライデー!』（kf@obc1314.co.jp、kfは「かぶりつき」「フライデー」の頭文字）と同じものを使用。
ラジオ大阪では2022年の4月改編で、『和田麻実子のみみよりだんご』を火曜日で開始するとともに、同番組を含めて平日の11:00 - 14:00に編成される生ワイド番組を内包するレーベルとして『OBCグッドアフタヌーン!』を創設。これを機に、『マンデー』は『OBCグッドアフタヌーン!』の月曜枠・『フライデー!』は金曜枠に組み込まれていたが、他の2番組（水・木曜枠は『ラジぐぅ』）と違って『OBCグッドアフタヌーン!』を番組のタイトルに含めていなかった。なお、『マンデー!』では2023年の初回（1月2日放送分）から、森川に代わって上代貴子（フリーアナウンサー）→清水綾音（松竹芸能所属のタレント）を原田のパートナーに迎えている。
文化放送以外のNRN加盟局における『ビューティフル・メロディーズ』の放送が2023年3月24日（金曜日）で終了したことを機に、文化放送が後継扱いのNRN向け番組を編成しなかったことから、ラジオ大阪では翌月（4月3日の『マンデー!』）から『OBCグッドアフタヌーン!』全体でコーナーの放送順などを変更。3月31日の『フライデー!』まで12:00 - 12:20に編成されていた『テレフォン人生相談』の放送枠を、全曜日共通で12:30 - 12:50に繰り下げていた。
もっとも、ラジオ大阪では2024年の4月改編で、平日を中心に早朝 - 夕方帯の生ワイド番組の変更や入れ替えを実施。原田が悪性リンパ腫の入院加療直前まで担当していた『Hit&Hit!』（同年3月の時点では平日の14 - 16時台に編成）を3月29日（金曜日）で終了させる一方で、『みみよりだんご』を火曜日に加えて、4月1日から月曜日の同じ時間帯（前述）にも放送することになった。さらに、『Hit&Hit!』を放送していた時間帯と金曜分の後枠に当たる時間帯（16:30 - 16:55）を、『おとな（40 - 60代のリスナー）たちに、エールを。』という名称の生ワイド番組ゾーンとして再編している。
このような事情から、当番組は『マンデー!』の放送を3月25日で終了させる代わりに、『Hit&Hit!』から2日分（木曜日と金曜日）の放送枠を2024年度から「『おとなたちに、エールを。』ゾーンの木曜枠と金曜枠」として継承。これを機に、『テレフォン人生相談』を内包しない編成へ移行した。なお、木曜分では『原田年晴　かぶりつきサーズデー!』（はらだとしはる　かぶりつきサーズデー!）というタイトルで4月4日から放送するとともに、清水が『マンデー!』に続いてパートナーを担当。一方の『フライデー!』では、和田が放送枠移動後の初回（4月5日）までパートナーを務めた後に、翌週（4月12日）から田中あいみ (演歌歌手) に交代した。
2025年4月4日をもって、『OBCグッドアフタヌーン!金曜お昼は、めっちゃ方正!』の放送枠を吸収した上で、番組タイトルも『原田年晴 かぶりつきBIGフライデー!』に変更される。
その一方で、2023年12月22日（中央競馬重賞競走の有馬記念開催前々日に当たる金曜日）には、日本中央競馬会の単独提供による『原田年晴かぶりつきフライデー! 有馬記念スペシャル』を編成。「競馬とは無縁だった」という原田が、この番組で初めて勝ち馬を予想した。さらに、2024年9月13日（金曜日）には、『フライデー!』の本番後に園田競馬場（兵庫県尼崎市）で組まれているナイター競走（そのだ金曜ナイター）のメインレース（第11レース）を「OBCラジオ大阪　原田年晴かぶりつき杯」という冠付きで開催。同局では、このレースを『OBCドラマティック競馬金曜版 そのだ金曜ナイター中継』内で中継したほか、原田と清水を中継のゲストに迎えている。

## 放送時間
- 毎週金曜日 11:30 - 14:00（2021年1月8日 - 2021年3月26日）
- 毎週金曜日 11:00 - 14:00（2021年4月2日 - 2024年3月29日）
- 毎週金曜日 14:00 - 16:55（2024年4月5日 - ）
- 毎週月曜日 11:00 - 14:00（2021年10月4日 - 2024年3月25日）
  - 金曜日での放送を続けたまま、『原田年晴　かぶりつきマンデー!』というタイトルで放送日を増加。
- 毎週木曜日 14:00 - 16:55（2024年4月4日 - ）
  - 2024年4月改編で月曜日の放送を終了することに伴う変更。

金曜日にだけ放送していた2021年4月から、『テレフォン人生相談』（ニッポン放送制作）を12:00 - 12:20、『氷川きよし 限界突破RADIO』（文化放送制作）を13:35 - 13:45頃に内包。実際には13:58:00頃で放送を終了した後に、14時の時報までラジオ大阪のインフォマーシャルかCMを挿入していた。なお、文化放送が『限界突破RADIO』を2022年12月30日（金曜日）で終了させたことに伴って、2023年1月2日（月曜日）から3月24日（金曜日）までは後継番組の『ビューティフル・メロディーズ〜よみがえる青春のポップス』から月・金曜分を内包（火曜分は『みみよりだんご』／水・木曜分は『ラジぐぅ』内で放送）。前述した事情から、2023年4月3日から2024年3月29日までは、『テレフォン人生相談』の月・金曜分のみ12:30 - 12:50に放送している。
ニッポン放送・ラジオ大阪など全国11のラジオ局が共同で『ラジオ・チャリティ・ミュージックソン』の放送を開始する12月24日が月曜日か金曜日と重なる場合には、当番組の放送枠を11時台と13時台にのみ編成したうえで、12時台（12:00 - 13:00）を『ラジオ・チャリティ・ミュージックソン』のオープニングパートに充てる。この場合には原田も当日のパートナーも12時台のパートに出演するが、当番組の放送枠内では、在京局が制作する内包番組のネットを臨時に返上したうえで『ミュージックソン』関連の企画や告知の放送を優先している。

## パーソナリティ

### 現在（2024年4月以降）

#### 『原田年晴　かぶりつきフライデー!』
- 原田年晴（ラジオ大阪アナウンサー）
  - 2022年9月9日放送分は夏季休暇中であったため、みながわ（ネイビーズアフロ）をパーソナリティ代理に迎えるとともに、『ネイビーズアフロみながわ　かぶりつきフライデー!』として放送。みながわは、『和田麻実子のみみよりだんご』が2024年4月から月曜日にも放送されるようになったことを機に、ネイビーズアフロでの相方（はじり）と揃って月曜日に同番組のパートナーをレギュラーで務めている。
- 田中あいみ（京都市出身・東京都在住の演歌歌手、2024年4月12日 - ）
  - ラジオ大阪では、2021年12月6日から2023年3月25日まで『いいね!イマうた 田中あいみです』（事前収録で毎週月曜日に放送）のパーソナリティを務めているほか、自社制作による他番組（『Hit&Hit!』など）や『土曜朝6時　木梨の会。』（TBSラジオからの同時ネット番組）でも折に触れてゲストに招かれている。
  - 『かぶりつきフライデー!』では、14:50頃から放送される「午後のニュース」（定時ニュース）と「お天気情報」（天気予報）も原田のサポートを受けながら担当。ニュースについては、「『木梨の会。』の生放送へ招かれた回で、吉村恵里子（2024年度からの週替わりアシスタントの1人で大阪府堺市出身のTBSテレビアナウンサー）が『ヘッドラインニュース』（ラジオ大阪にも流れている定時ニュース）を伝えた際の原稿の読み方を参考にしている」という。現に、当番組のX（twitter）公式アカウントでは、本番の前に原田と揃ってニュース原稿の下読みへ臨んでいる姿を写した画像や動画がたびたび公開されている。その一方で、「おやつタイム」（15時台前半のコーナー）では、自身の持ち歌や先輩歌手のヒット曲（主に演歌や歌謡曲）をカラオケで毎回熱唱。
  - 細川たかしの愛弟子の1人でもあることから、担当初回の生放送では、花見で千葉県内に滞在していた細川が16時台に電話で出演。冒頭では、2023年の第64回日本レコード大賞で最優秀新人賞を受賞していたことを紹介する目的で、TBSラジオが制作していたラジオ中継のアーカイブ音源から受賞が発表された瞬間の音源が流れていた。いずれも本人へのサプライズ企画で、ラジオ大阪で放送されていなかった日本レコード大賞中継の音源の使用については、原田曰く「ラジオ大阪（大阪放送代表取締役）社長の吉野達也が、かつてTBSラジオに勤務していた縁で認められた」とのことである。
  - 2024年7月には、『かぶりつきフライデー!』へ第1週（5日）から出演することが告知されていた。しかし、同月に入ってから、左目の右側の部分がゆがんで見えるようになった。この異状がきっかけで、かかり付けの眼科医院を通じて東京都内の大学病院で診察を受けたところ、緊急の手術を要するほどの網膜剥離が左目で進行していることが前日（4日）に判明[8]。当初出演する予定だった5日の夜（『フライデー!』の放送後）に網膜の手術を受けたうえで、1週間程度の入院を経て、経過の観察を目的に最長で2週間ほど静養することが決まった[9]。
    - 『フライデー!』では、手術の当日（7月5日）と翌週（12日）に、原田と縁の深い以下の人物を田中の代役に立てていた。
      - 7月5日：和田麻実子（前任のパートナーでラジオ大阪アナウンサー）
      - 7月12日：玉川恵（オフィスキイワード所属のフリーアナウンサー、元・ラジオ大阪契約アナウンサー）

    - 田中によれば、左目の網膜剥離は「手術が1週間遅ければ、左目が失明に至る恐れがあった」というほど深刻で、右目の網膜にも剥離の兆候が現れていることが診察で判明したという。診察した医師からは「左目の手術を受けてから、左目の視力が回復するまでに1 - 2ヶ月を要する」との所見が出されていたが、実際には14日（日曜日）から歌手活動を条件付きで再開[8]。ラジオ大阪では、翌15日（月曜日・海の日）の開局66周年記念特別番組『神戸シーサイドブリーズ2024～神戸で好きにやります』（神戸ハーバーランド 高浜岸壁特設会場からの公開生放送）へ出演したことを皮切りに、19日から『フライデー!』へ復帰している。

  - 2024年には、8月に「新歌舞伎座65周年記念　梅沢富美男・研ナオコ特別公演」（14日 - 30日）、10月に「梅沢富美男・研ナオコ特別公演」（東京・明治座で2日 - 26日に開催）へ出演することがパートナーへの起用前から決まっていた。『フライデー!』では、特別公演への期間中および、前後の生放送で以下のように対応している。
    - 8月2日・8月9日：一部のコーナーに電話で出演。ラジオ大阪のスタジオでは、玉川が全編にわたってパートナーを代行した。
    - 8月16日：新歌舞伎座（大阪市天王寺区）公演の第3日に当たっていたため、楽屋から16時台の前半に電話で出演。ラジオ大阪のスタジオでは、本来は『サーズデー!』にのみ出演している清水綾音が、前日（15日）の同番組に続いてパートナーを務めた。
    - 8月23日：「原田と清水が新歌舞伎座の楽屋へ出張する」という方式で生放送。田中に加えて、梅沢や研など、特別公演から一部の出演者が登場した。ちなみに、新歌舞伎座では、楽屋からの生放送に向けてアンテナ工事を独自に実施。一方のラジオ大阪では、山下和也（MC企画所属のアナウンサー）を本社のスタジオへ待機させたうえで、「午後のニュース」「お天気情報」を山下に担当させていた。
    - 8月30日：新歌舞伎座特別公演の千穐楽と重なったことから、原田と清水がラジオ大阪のスタジオから全編を進行。
    - 9月27日：明治座特別公演の開幕を翌週の水曜日（10月2日）に控えていることを踏まえて、原田と清水がラジオ大阪のスタジオから全編を進行。
    - 10月4日：当日の午前中に『ハッピー・プラス』（2時間の生放送番組）のパーソナリティを単独で務めていた若宮テイ子が、3時間近い全編にわたってパートナーを代行。当日は明治座特別公演の第3日でもあったが、オープニングパートには、田中も明治座の楽屋から電話で出演した。若宮は2023年8月5日放送分の『フライデー!』でも、当時のパートナーだった和田の夏季休暇を受けて、上記のパターンでパートナーを代行している。
    - 10月11日・18日・25日：明治座特別公演の期間中であったことから、清水がパートナーを代行する一方で、田中も明治座の楽屋から14時台に電話で出演。

  - 2024年9月13日には、阪神タイガース対広島東洋カープ戦（阪神甲子園球場でのナイトゲーム）の試合前に「国歌斉唱」と「ファーストピッチ」（始球式）へ臨むことが決まっていたため、15:30頃まで出演した後にラジオ大阪のスタジオから阪神甲子園球場へ移動。このような事情から、以降の時間帯のパートナーに玉川を充てているほか、本番後の『そのだ金曜ナイター中継』（前述）には「かぶりつき原田年晴杯」の勝ち馬予想にのみ参加している。

#### 『原田年晴　かぶりつきサースデー!』
- 原田年晴
  - 65歳の誕生日（2024年9月5日）は木曜日であったため、当日の『サーズデー!』には、誕生日を祝う旨のメッセージがリスナーから数多く寄せられていた。その一方で、翌週（12日）には夏季休暇を取得していたため、かみじょうたけし（清水と同じく松竹芸能に所属するピン芸人）をパーソナリティ代理に迎えて『かみじょうたけし　かぶりつきサーズデー!』というタイトルで生放送。
- 清水綾音（2023年4月4日から2024年3月25日までは『かぶりつきマンデー!』に出演）
  - 松竹芸能所属のタレントで、ラジオ大阪では、『そのだ金曜ナイター中継』を放送しない時期の金曜日に、『J-HITS RADI✕MATION』のパーソナリティも担当。2022年3月までは、毎週火曜日に『Hit&Hit!』でやのぱんのパートナーを務めていた。
  - 『マンデー!』の最終（第3代）パートナーで、同番組の終了を機に、『サーズデー!』のパートナーへ異動。『フライデー!』でも、本来の原田のパートナーが休演した場合に、パートナーを以下のように代行することがある。以下では、田中あいみの長期休演中（前述）以外での代演の事例を記載。
    - 2023年2月10日放送分：当時のパートナーだった和田が、インフルエンザへの罹患に伴って静養していたことに伴う代演。
    - 2024年4月19日放送分：前週（12日放送分）から和田に代わってパートナーに起用されていた田中が、起用の前から決まっていた仕事を優先したことに伴う代演。

##### 過去
- 和田麻実子（『かぶりつきフライデー!』の初代パートナー、2021年1月8日 - 2024年4月5日）
  - 夏季休暇を取得していた2023年8月4日には、『ハッピー・プラス』の金曜日でパーソナリティを務める若宮テイ子が、同番組に続いて出演。当日は両番組を通じて、6時間近くにわたって生放送へ臨んでいた。
  - 『OBCグッドアフタヌーン!和田麻実子のみみよりだんご』が2024年の4月から週2回（月・火曜日）の放送体制へ移行することに伴って降板。ただし、後任に起用された田中のスケジュールとの兼ね合いで、実際には「『おとなたちに、エールを。』ゾーン」金曜枠での初回放送まで出演していた。
- 森川由香（『かぶりつきマンデー!』の初代パートナー、2021年10月4日 - 2022年12月）
  - 原田が講師を務める「ラジオ大阪声優&アナウンススクール」（2015年10月開校）の第1期生。修了後にフリーアナウンサーとして昭和プロダクションに所属しているが、原田と共にレギュラー番組を担当することは初めてであった。
  - 「かねてから抱えていた」という精神面の不調でドクターストップが掛かったことを受けて、2022年12月26日放送分で降板。ただし、放送上の扱いは「いったん卒業」で、復調後の復帰に含みを残している。
- 上代貴子（『かぶりつきマンデー!』の第2代パートナー、2023年1月2日 - 2023年3月27日）
  - 日本道路交通情報センター大阪事務所の職員として（ラジオ大阪を含む）在阪ラジオ局向けの道路交通情報でアナウンスを担当した後に、2018年10月の退職を経て、昭和プロダクション所属のフリーアナウンサーへ転身。転身後の2019年7月から2021年9月までMBSラジオで『レイディオ・ゴー!』（平日の早朝5時台に放送されていた生ワイド番組）月 - 水曜分のパーソナリティを単独で担当していたが、ラジオ大阪が制作する番組へのレギュラー出演は初めてであった。
- 森脇健児（『かぶりつきマンデー!』のパーソナリティ代理、2023年9月11日）
  - 原田の夏季休暇に伴う代演。40年近い芸歴を経ていながら、ラジオ大阪の番組にレギュラーで出演していなかったため、当日のオープニングでは「今日は3時間オーディション（を受けているつもり）ですから、森脇健児の生き様を見せながら『ワンチャンス』（レギュラー出演）を狙いにいきます。リスナーからメールもいただきたいけど、今日はオーディション（のつもり）で3時間しゃべり続けますので、メールを送ってもらわなくて別に構いません」とまくし立てていた[10]。
  - 実際には、この代演の半年後（2024年4月）から、ラジオ大阪で『森脇健児のぶっとび水曜日』（「おとなたちに、エールを。」ゾーン水曜枠の生ワイド番組）のパーソナリティを担当。同番組の開始によって、「平日午後帯の生ワイド番組へのレギュラー出演」を近畿広域圏の民放AM・ワイドFM兼営全局（ラジオ大阪・MBSラジオ・朝日放送ラジオ）で達成している。ちなみに、MBSラジオでは2007年6月から2018年3月まで、『こんちわコンちゃんお昼ですょ!』（「かぶりつき」シリーズの裏番組）の木曜日→金曜日→木曜日に月1回のペースで出演。朝日放送ラジオでは、2018年4月から毎週火曜日に『森脇健児のケンケン・ゴウゴウ!』のパーソナリティを3年半務めていた。
- 五条哲也（『かぶりつきフライデー!』で16時の時報明けに放送されていた「五条上々好きさ神戸」にのみ電話で出演、2024年4月12日 - 2024年7月12日）
  - かねてからラジオ大阪の番組にゲストで随時出演していて、2024年1月10日に『好きさ神戸』という楽曲をリリース。「田中の実父には、（自身の）デビューの前から大変世話になっている」とのことで、田中本人ともデビューの前から親交が深い。田中が『フライデー!』で原田のパートナーへ起用されてからは、起用後の初回に「サプライズゲスト」として登場したことを皮切りに、『好きさ神戸』のPRを兼ねて「コーナーレギュラー」を務めていた。「五条上々好きさ神戸」の終了を機に『フライデー!』へのレギュラー出演も終えていたが、2024年7月15日には、前述した『神戸シーサイドブリーズ2024～神戸で好きにやります』に「ゲスト」の1人として登場。

## タイムテーブル
シリーズ全体の放送枠を「『おとなたちに、エールを。』ゾーン」へ移動させることに伴って、『かぶりつきマンデー!』を終了する直前（2024年3月時点）の構成を記載。
「　」：放送で用いられているコーナータイトル

◎：『かぶりつきフライデー!』（『フライデー』）で放送

○：『かぶりつきマンデー!』（『マンデー』）で放送

- 11:00：オープニングトーク
- 11:10：「かぶりつきジャーナル」○◎
  - 直近の新聞記事から原田が気になった記事をテーマに、フリートークを展開。トークの内容を踏まえて、放送中にリスナーから電子メールとFAXで募集するメッセージのテーマを発表する。
  - 『マンデー』では、放送週に日本の内外で予定されている主なイベントを、1日単位で手短に紹介。『フライデー』では、事前に収録した原田の取材リポートや、街頭インタビューの音源を交えることもある。
- 11:40
  - 「ワダマミの日々是成長」◎
    - 二児の母親である和田が、育児や実子の成長を通して感じられた自身の成長ぶりを、日々のエピソードとともに語る。
    - 森川が出演していた時期の『マンデー』では、「森川由香のSNSにかぶりつき」をこの時間帯に編成（『マンデー』の開始当初は13:45 - 13:55頃に放送）。SNS（twitterやinstagram）に個人でアカウントを開設している森川が、SNSで話題の商品や、SNSで見付けた心温まるエピソードを紹介していた。
- 11:45：リスナーからのメッセージ紹介
- 12:00：『テレフォン人生相談』（ニッポン放送制作）○◎
  - 『マンデー』では月曜分・『フライデー』では金曜分を放送。radikoのタイムフリー聴取サービスでは、曜日を問わず、このパートのみ音源が割愛されている（単独番組時代からの措置でライブ聴取のみ可能）。
- 12:20：「お天気コーナー」（天気予報）○◎
  - 『マンデー』では森川→上代・『フライデー』では和田が担当。
- 12:22
  - 「お金のお話」○
    - 「お金」に関する情報や話題を深く掘り下げながら紹介するコーナーで、12:40頃まで放送。毎月最終週のみ、堀浩司（大阪府出身の経済ジャーナリスト）がコメンテーターとして同席する。

  - 「昼下がりのトーク」◎
    - 12:30：「保険の新常識、聞いてーゃ!」◎
      - 関西地方を中心に保険代理店を展開している 株式会社メビウス の社員をスタジオに招いたうえで、毎回1種類の保険商品をテーマに、商品の概要とメリットを紹介する。『ラジぐぅ!』でも、同じ趣旨・スポンサーのコーナーを、「教えて保険でぐぅ」というタイトルで木曜日のこの時間帯に放送。
- 12:40
  - 「ぶらりご近所かぶりつき」○
    - ラジオ大阪の本社がある大阪府内を対象に、日帰りで楽しめるイベント、スポット、アクティビティを原田があらかじめ取材。その模様を収録した音源を交えながら、魅力や情報を紹介する。リスナーからも、原田に取材して欲しい「ご近所」の情報を募集。

  - 「ご当地かぶりつきの旅」◎
    - 国内旅行業務取扱管理者の資格を持つ原田が、過去に訪れた旅先から1つのエリアを対象に、知る人ぞ知る「ご当地グルメ」や観光情報を紹介する。
- 12:50：リスナーからのメッセージ紹介（またはインフォマーシャル）
- 12:57：「午後のニュース」○◎
  - 『マンデー』では森川→上代・『フライデー』では和田が担当
- 13:00：ゲストコーナー○◎
  - 原田と他番組で共演した経験のある演歌・歌謡曲系の歌手を、スタジオへ迎えることが多い。
- 13:45
  - 「お米で健康～思いをコメて～」◎
    - 東洋ライスの協力によるコーナーで、同社の製品である「金芽米」シリーズのインフォマーシャルを後半に挿入。前半では、米飯が人間の健康に及ぼす影響、「金芽米」の製法・特徴、栄養の面で「金芽米」に見合った料理を原田が紹介する。
    - 2022年1月から6月までは、毎月最終週は10分早く開始のうえ放送時間を拡大し、ごちそうプロデューサーの広里貴子を招いて、金芽米を使ったレシピを紹介していた。また、2022年2月からはゲストが出演する場合も10分早く開始して放送時間を拡大している。
- 13:50：「ライフ・イズ・ビューティフル」◎
  - 心を揺さぶられるほどの深い一言に関するメッセージをリスナーから募集したうえで、毎回一言ずつ紹介する。
  - 2021年12月までは、毎週放送していた。2022年1月と3月の最終週のみ当コーナーを休止したうえで、「お米で健康～思いをコメて～」のレシピ紹介に充てていた[11][12]。
- 13:55：エンディング
  - 『フライデー』では単独番組時代から、成年のリスナーから抽選で毎週2名に「The CHOYA」（全編のスポンサーの1社であるチョーヤ梅酒製の本格梅酒）を1本ずつ進呈する企画を実施している（このパートで当選者を発表）。

この他にも、ラジオショッピングと連動したインフォマーシャルを、上記のコーナーの合間に複数回挿入している。